# Albert Brooks
Pour les articles homonymes, voir Brooks.
Albert Lawrence Einstein dit Albert Brooks est un acteur, scénariste et réalisateur américain, né le 22 juillet 1947 à Beverly Hills (Californie).

## Biographie

### Jeunesse
Son père, Harry Einstein, était connu sous le pseudonyme de Parkyarkarkus, un comédien en langue grecque qui se produisait dans une émission radio d'Eddie Cantor. Albert grandit dans le milieu du show business sud-californien, fréquentant des fils de vedettes tels que Rob Reiner (fils de Carl Reiner) et Larry Bishop (fils de John Bishop). Son frère Bob baigne également dans ce milieu et deviendra plus tard célèbre avec le personnage de « Super Dave Osborne ».
Afin de se lancer dans le cinéma, Albert étudie à l'université Carnegie Tech à Pittsburgh puis prend le nom de Brooks et se lance dans une carrière de comique. Ses sketchs émaillent régulièrement les émissions de variété et autres talk-shows de la fin des années 1960 et du début des années 1970. Son personnage, nerveux et égocentrique, influencera d'autres comédiens tels que Steve Martin, Martin Mull et Andy Kaufman.

### Carrière
Après deux albums comiques à succès, il arrête ses spectacles pour se consacrer à la réalisation. Son premier film est un court métrage satirique, The Famous Comedians School (L'école des comédiens célèbres), qui est diffusé sur la chaîne PBS et s'avère être un précurseur du genre « mocumentaire » (documentaires de fiction). Puis il réalise 6 courts métrages pour la 1re saison du Saturday Night Live sur NBC en 1975, et apparaît dans son premier grand film, Taxi Driver (1976), sous la direction de Martin Scorsese qui l'autorise à improviser face à sa partenaire Cybill Shepherd. Il fait également une brève apparition dans La Bidasse (1980) sous la direction de Goldie Hawn.
Brooks réalise son premier long métrage, Real Life en 1979, inspiré du documentaire An American Family diffusé sur PBS. Il y filme de façon odieuse une famille banlieusarde qui cherche à obtenir non pas un Oscar, mais le Prix Nobel !
Durant les années 1980 et 90, il coécrit (avec sa collaboratrice de longue date Monica Johnson), réalise et joue dans diverses comédies au succès mitigé, centrées sur son personnage névrosé et égocentrique. Dans Modern Romance (1981), il interprète un monteur de films, tentant désespérément de se réconcilier avec son ex-petite amie.
Son meilleur film, pour beaucoup, est Lost in America (1985), l'histoire d'un couple qui abandonne sa vie aisée pour vivre dans une caravane, ne découvrant finalement que les désavantages de la pauvreté. Le film comporte plusieurs scènes de bravoure, dont celle où Brooks tente sans succès de négocier avec Garry Marshall, propriétaire d'un casino de Las Vegas, ou encore la scène de "l'œuf du nid".
Dans Rendez-vous au paradis (1991), il meurt et se retrouve dans une ville à mi-chemin entre le Paradis et la Terre, où il doit se justifier de ses sentiments humains et choisir son destin cosmique. Les critiques apprécient le thème original et l'alchimie surprenante entre Brooks et Meryl Streep.
Dans Mother (1997), il joue le rôle d'un écrivain dans la force de l'âge qui cherche à se réconcilier avec sa mère (Debbie Reynolds). La Muse (1999) présente Brooks comme un scénariste sur le déclin qui fait appel à une authentique muse grecque (Sharon Stone) pour retrouver l'inspiration.
Il continue à jouer dans des films réalisés par d'autres. Grâce au film de James L. Brooks, Broadcast News (1987), il est nommé à l'Oscar du meilleur second rôle masculin. Il est également acclamé dans Hors d'atteinte (1999) et My First Mister (2001). Depuis 1990, il prête sa voix à plusieurs personnages dans la série Les Simpson, étant crédité dans huit épisodes en 2021. Il fait également la voix du Tigre dans Docteur Dolittle en 1998, ou celle de Marin dans Le Monde de Nemo (Finding Nemo) en 2003,.
En 2011, il joue le mafieux Bernie Rose dans le film Drive de Nicolas Winding Refn.
En 2016, il reprend le rôle de Marin dans la suite Le Monde de Dory (Finding Dory).

### Vie privée
Longtemps célibataire, il a des liaisons avec plusieurs vedettes telles que Linda Ronstadt et Kathryn Harrold. Il se marie finalement à l'âge de 50 ans et devient papa un an plus tard.

## Filmographie

### Acteur

#### Cinéma
- 1976 : Taxi Driver : Tom
- 1979 : Real Life : Lui-même
- 1980 : La Bidasse (Private Benjamin) de Howard Zieff : Yale Goodman
- 1981 : Modern Romance : Robert Cole
- 1983 : La Quatrième Dimension (Twilight Zone: The Movie) : le conducteur de voiture (Prologue)
- 1983 : Tendres Passions (Terms of Endearment) : Rudyard Greenway (voix)
- 1984 : Faut pas en faire un drame (Unfaithfully Yours) : Norman Robbins
- 1985 : Lost in America : David Howard
- 1987 : Broadcast News : Aaron Altman
- 1991 : Rendez-vous au paradis (Defending Your Life) : Daniel Miller
- 1994 : I'll Do Anything : Burke Adler
- 1994 : The Scout : Al Percolo
- 1996 : Mother de lui-même : John Henderson
- 1997 : Critical Care : Dr Butz
- 1998 : Docteur Dolittle (Doctor Dolittle) : le tigre (voix)
- 1998 : Hors d'atteinte (Out of Sight) : Richard Ripley
- 1999 : La Muse (The Muse) : Steven Phillips
- 2001 : My First Mister : Randall Harris
- 2003 : Espion mais pas trop ! (The In-Laws) : Jerry Peyser
- 2003 : Le Monde de Nemo (Finding Nemo) : Marlin (animation)
- 2007 : Les Simpson, le film (The Simpsons Movie) : Russ Cargill (animation)
- 2011 : Drive : Bernie Rose
- 2012 : 40 ans : Mode d'Emploi (This is 40) : Larry
- 2015 : A Most Violent Year de J. C. Chandor
- 2015 : Seul contre tous (Concussion) de Peter Landesman : Dr Cyril Wecht
- 2015 : Le Petit Prince (The Little Prince) : le businessman (animation)
- 2016 : Le Monde de Dory (Finding Dory) : Marlin (animation)
- 2016 : Comme des bêtes (The Secret Life of Pets) : Tiberius (animation)
- 2017 : I Love You, Daddy de Louis C.K.: Dick Welker
- 2025 : Ella McCay de James L. Brooks

#### Télévision
- 1969 : Hot Wheels : Mickey Barnes / Kip Chogi (animation)
- depuis 1990-2005 : Les Simpson (The Simpsons) : plusieurs personnages (animation, 8 épisodes - en cours)
- 2008 : Weeds : Lenny Botwin  (4 épisodes)
- 2021 : Larry et son nombril (Curb Your Enthusiasm) : lui-même (saison 11, épisode 1)

### Scénariste
- 1979 : Real Life
- 1981 : Modern Romance
- 1985 : Lost in America
- 1991 : Rendez-vous au paradis (Defending Your Life)
- 1994 : The Scout
- 1996 : Mother
- 1999 : La Muse (The Muse)
- 2005 : Looking for Comedy in the Muslim World

### Réalisateur
- 1979 : Real Life
- 1981 : Modern Romance
- 1985 : Lost in America
- 1991 : Rendez-vous au paradis (Defending Your Life)
- 1996 : Mother
- 1999 : La Muse
- 2005 : Looking for Comedy in the Muslim World

## Distinctions

### Récompenses
- Utah Film Critics Association 2011 : meilleur acteur dans un second rôle pour Drive
- Satellite Awards 2011 : meilleur acteur dans un second rôle pour Drive
- Black Film Critics Circle 2011 : meilleur acteur dans un second rôle pour Drive

### Nominations
- Oscars 1988 : meilleur second rôle masculin pour Broadcast News
- Saturn Award 1992 : meilleur scénario pour Rendez-vous au paradis
- Golden Globe 2012 : meilleur acteur dans un second rôle pour Drive

## Voix francophones
En version française, Albert Brooks n'a pas de voix régulière. Si Michel Papineschi  le double à deux reprises dans Mother et La Muse, il est doublé à titre exceptionnel par Bernard Murat dans Taxi Driver, Sady Rebbot dans La Quatrième Dimension, Daniel Russo dans Broadcast News, Gérard Rinaldi dans La Petite Star, Sylvain Lemarié dans Hors d'atteinte, Jean-Jacques Nervest dans Espion mais pas trop !, Féodor Atkine dans Weeds, Richard Leblond dans Drive, Patrick Messe dans 40 ans : Mode d'emploi, Jean-Pol Brissart dans A Most Violent Year , Franck Dubosc le double sur le personnage de Marin dans Le monde de Nemo et Gabriel Le Doze dans Seul contre tous.